# Adam Mervis
Adam Mervis (* 20. Jahrhundert in Miami, Florida, Vereinigte Staaten) ist ein US-amerikanischer Schauspieler, Drehbuchautor, Filmregisseur und -produzent.

## Leben
Adam Mervis wurde in Miami geboren und lebt derzeit in Los Angeles. Er schrieb mehrere Theaterstücke. Derzeit arbeitet er an Spielfilmen als Drehbuchautor und Schauspieler.

## Filmografie
- 2005: The Shakespeare Theorem (Kurzfilm; Regie, Drehbuch)
- 2006: Choices (Kurzfilm; Schauspieler, Drehbuch, Produktion)
- 2012: The Philly Kid – Never Back Down (Schauspieler, Drehbuch)
- 2014: Eat with Me (Schauspieler)
- 2019: 21 Bridges (Drehbuch)